# كوامي ديكسون
كوامي ديكسون (بالإنجليزية: Kwame Dixon)‏ هو عالم سياسة وناشط حقوق الإنسان أمريكي، ولد في 1960.